# Tarju
Tarju är ett berg i Finland.  Det ligger i Enontekis i landskapet Lappland, i den norra delen av landet, 1 000 km norr om huvudstaden Helsingfors. Toppen på Tarju är 733 meter över havet, eller 116 meter över den omgivande terrängen. Bredden vid basen är 6,3 km.
Terrängen runt Tarju är platt åt nordost, men åt sydväst är den kuperad.  Trakten runt Tarju är nära nog obefolkad, med mindre än två invånare per kvadratkilometer. Det finns inga samhällen i närheten. Omgivningarna runt Tarju är i huvudsak ett öppet busklandskap.